# Młodów (województwo podkarpackie)
Młodów – wieś w Polsce położona w województwie podkarpackim, w powiecie lubaczowskim, w gminie Lubaczów.
W latach 1954–1961 wieś należała i była siedzibą władz gromady Młodów, po jej zniesieniu w gromadzie Lisie Jamy. W latach 1975–1998 miejscowość administracyjnie należała do województwa przemyskiego.
Wieś starostwa niegrodowego lubaczowskiego na początku XVIII wieku.

## Części wsi
| SIMC    | Nazwa  | Rodzaj    |
| ------- | ------ | --------- |
| 0606300 | Pilipy | część wsi |

## Historia
Młodów jest najstarszą wsią wzmiankowaną w dokumencie lokacyjnym Lubaczowa z 1376 roku.
We wrześniu 1629 i październiku 1672 roku wieś ucierpiała podczas najazdu tatarskiego. W 1783 roku podczas kolonizacji józefińskiej na terenie wsi założono niemiecką kolonię Burgau składającą się z katolickich 6 rodzin (36 osób) posiadających 96 mórg ziemi. W 1778 roku zmarł dożywotni starosta lubaczowski Jerzy Mniszek i dlatego wszystkie dobra kameralne zostały przez zaborców austriackich sprzedane. W 1818 roku wieś zakupił Freidelf hr. Brunicki, który odsprzedał ją Pawłowskiemu. W 1855 roku właścicielem wsi był Antoni Brener ze wspólnikami.
W II Rzeczypospolitej wieś w powiecie lubaczowskim województwa lwowskiego. W 1921 roku było 1 246 mieszkańców (w tym: 633 Polaków, 609 Ukraińców i 4 Żydów). W 1934 roku wieś weszła w skład gminy zbiorowej Lisie Jamy. W 1939 roku Burgau zmieniło nazwę na Karolówkę jako upamiętnienie miejscowych patriotów Karola Baumana, Karola Sandera i Karola Świstowicza.
W latach 1945–1946 nacjonaliści ukraińscy z OUN-UPA zamordowali tutaj 13 Polaków.
W 1954 roku wieś weszła w skład gromady Lubaczów, która w 1960 roku została przeniesiona do Młodowa jako gromada Młodów. W 1961 roku zniesiono gromadę w Młodowie i utworzono gromadę Lisie Jamy. Od 1973 roku wieś należy do gminy Lubaczów.
Sołtysi Młodowa.
1990–1998. Władysław Oleszycki.
1998–2010. Edward Roczniak.
2010– nadal Robert Hawrylak.

## Kościół
W Młodowie jest rzymskokatolicka parafia pw. św. Marii Magdaleny, która została erygowana w 1987 roku.

## Oświata
W Młodowie jest 8-klasowa szkoła podstawowa im. Marii Konopnickiej, której początki sięgają 1874 roku. Obecny budynek szkolny został oddany do użytku w 1985 roku.

## Sport
We wsi działa klub sportowy Zryw Młodów, który został założony w 1979 roku. W sezonie 2020/2021 klub gra w klasie okręgowej, grupy jarosławskiej.